# 33488 Darrelrobertson
33488 Darrelrobertson è un asteroide della fascia principale. Scoperto nel 1999, presenta un'orbita caratterizzata da un semiasse maggiore pari a 2,542381 UA e da un'eccentricità di 0,051476, inclinata di 12,111127° rispetto all'eclittica. Ha un diametro di 7,753 km.